# Вирусы герпеса человека 6 типа
Вирусы герпеса человека 6 типа — общее название для герпесвирусов человека 6А и 6B. В 2012 году эти вирусы были классифицированы как отдельные виды. В 2016 году были переименованы для отображения подсемейства, к которому относится.

## Виды
- Вирус герпеса человека тип 6A (Human betaherpesvirus 6A) [syn. Human herpesvirus 6А (HHV-6А)]
- Вирус герпеса человека тип 6B (Human betaherpesvirus 6B) [syn. Human herpesvirus 6B (HHV-6B)]

## Описание
Оба вируса содержат двухцепочечную ДНК. Эти родственные (их ДНК гомологичны на 95 %) вирусы являются двумя из восьми герпесвирусов, для которых известно, что человек является их основным носителем. Ими заражены почти все протестированные человеческие популяции.
Human betaherpesvirus 6A был описан как более нейровирулентный, и в качестве такового чаще встречаются у пациентов с нейровоспалительными заболеваниями, такими как рассеянный склероз.
Human betaherpesvirus 6B при первичном заражении является причиной распространенной детской болезни детская розеола
(также известная как внезапная экзантема или шестая болезнь). Кроме того, реактивация HHV-6B, происходящая у реципиентов при трансплантации органов, может приводить к ряду клинических проявлений, таких как энцефалит, угнетение костного мозга и пневмонит.
Для обнаружения HHV-6 используются различные тесты, как ПЦР ДНК-тест цельной крови. Некоторые из тестов не различают видов.

## Симптомы
Классическим проявлением первичного заражения Human betaherpesvirus 6B является внезапная экзантема (детская розеола), отличающаяся высокой температурой с последующей сыпью.
Показано, что Human betaherpesvirus 7 и, реже, HHV-6 являются активными во время ранней стадии розового лишая, предполагая, что они могут играть как у взрослых, так и у детей этиологическую роль в этом заболевании.